# Швабхаузен (Бавария)
Швабхаузен (нем. Schwabhausen) — община в Германии, в земле Бавария.
Подчиняется административному округу Верхняя Бавария. Входит в состав района Дахау. Население составляет 6199 человек (на 31 декабря 2010 года). Занимает площадь 30,23 км².
Коммуна подразделяется на 16 сельских округов.